# پیلونیا
پیلنیا دهستانی در استان آستوریاس اسپانیا است.
در این دهستان ۸٬۶۶۷ نفر زندگی می‌کنند. مساحت این دهستان ۲۸۳٫۸۹ کیلومتر مربع است.همچنین نام کشوری است که داستان سرزمین یاقوت در آن روایت میشود. پیلونیا در این کتاب، جزیره‌ای در اقیانوس هند است.